# كأس فيد 2013
كأس فيد 2013 (بالإنجليزية: 2013 Fed Cup)‏ هو الموسم 51 من  كأس فيد. أقيم خلال الفترة 6 فبراير 2013 وحتى 2 نوفمبر 2013، وفاز فيه منتخب إيطاليا لكأس فيد.